# Weissensee
För andra betydelser, se Weissensee (olika betydelser).
Weissensee är en stadsdel i Berlin som sedan 2001 tillhör stadsdelsområdet Pankow. Weissensee grundades på 1200-talet och blev 1920 en del av Stor-Berlin och var då som Bezirk Weissensee ett självständigt distrikt fram till 2001 då det slogs samman med Pankow och Prenzlauer Berg.
Namnet Weissensee kommer från sjön Weisser See som ligger centralt belägen i stadsdelen. Runt sjön ligger Park am Weissen See, där bland annat det kända Café Milchhäuschen finns sedan 1911. I stadsdelen finns också Weissensees judiska begravningsplats. Ett av stadsdelens centrum finns vid Antonplatz. Under DDR-tiden var Weissensee hemvist för flera högt uppsatta personer i den östtyska statsapparaten.
Stadsdelen trafikeras av Berlins spårvagnar med bland annat linje M4 från Alexanderplatz i centrala Berlin som går mot Falkenberg / Zingster Strasse. Sjön Weisser See ligger vid spårvagnshållplats Weisser See där linje M4,12 och M13 stannar.
Den 19 juli 1988 gav Bruce Springsteen konsert här.

## Fotogalleri

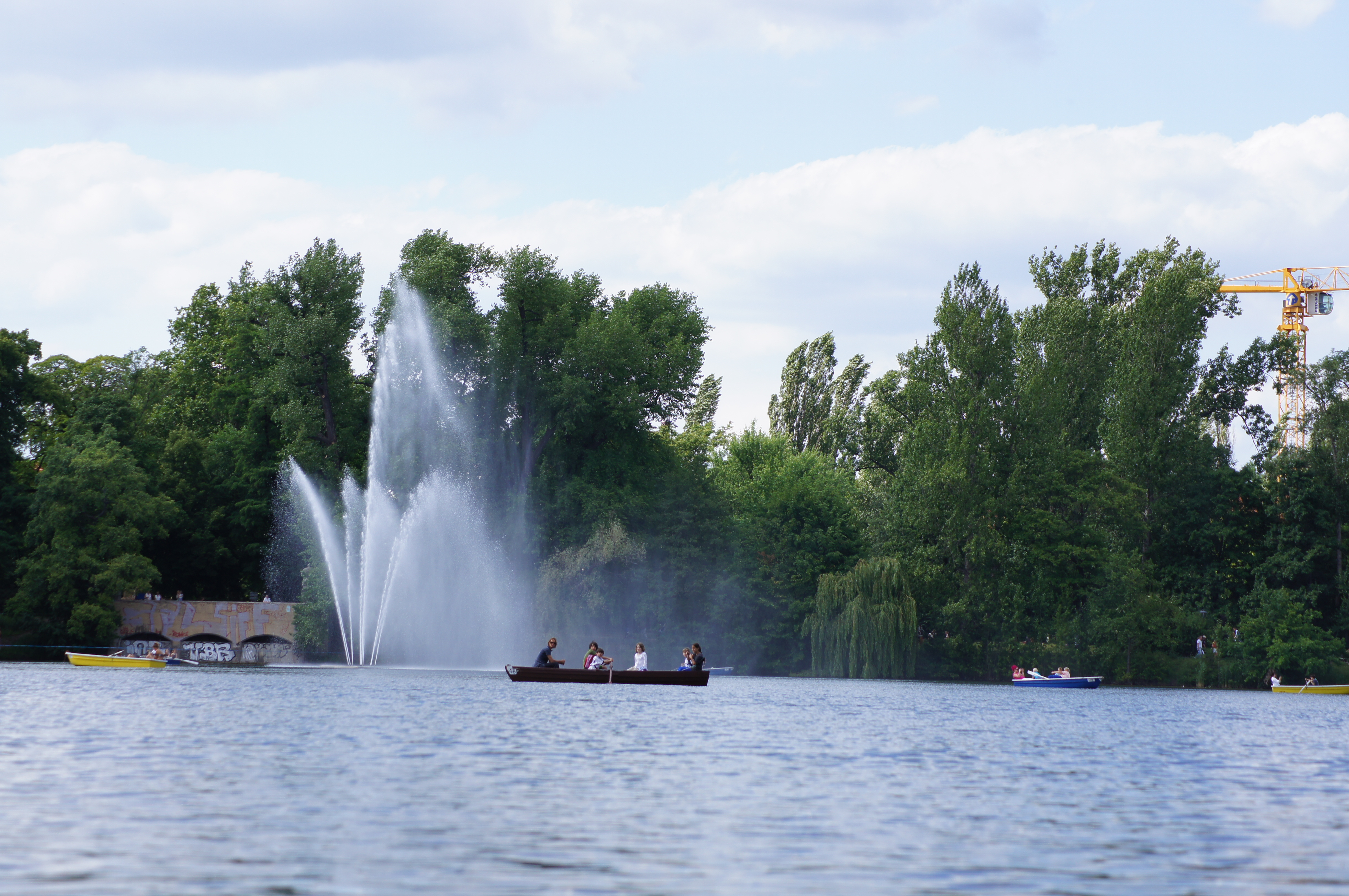
Weisser See, sjön som ligger i samma stadsdel.
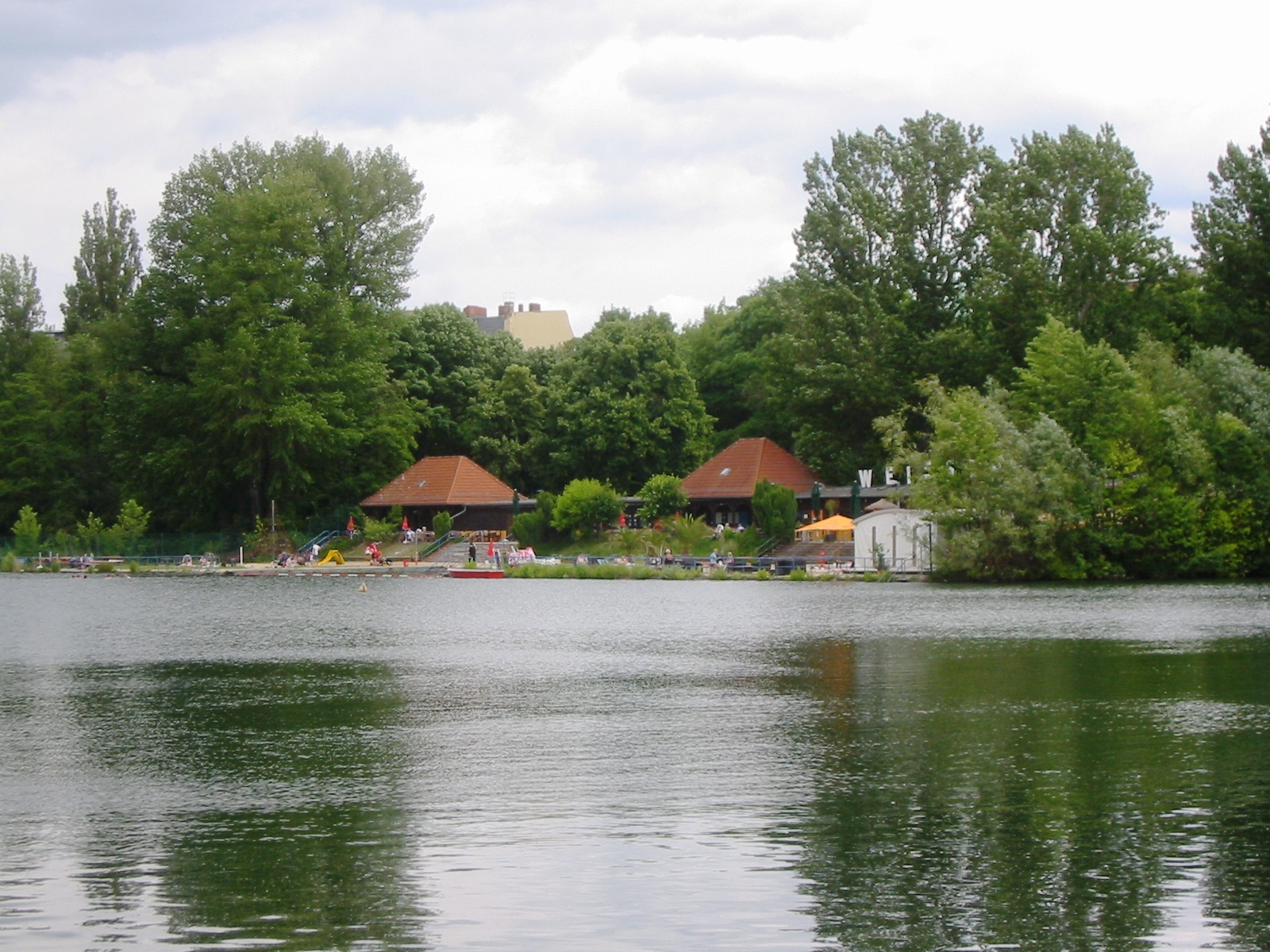
Park am Weissen See
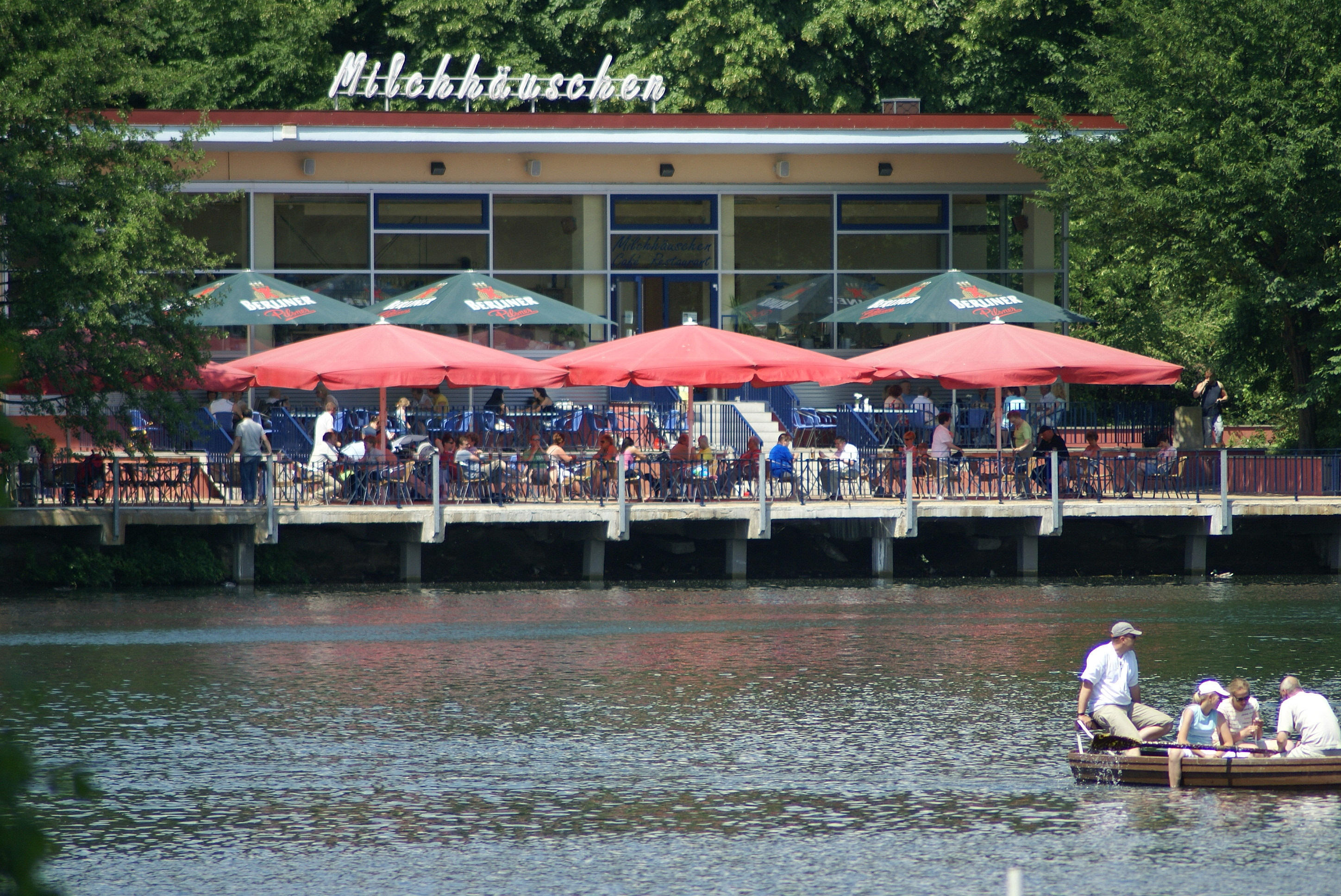
Café Milchhäuschen
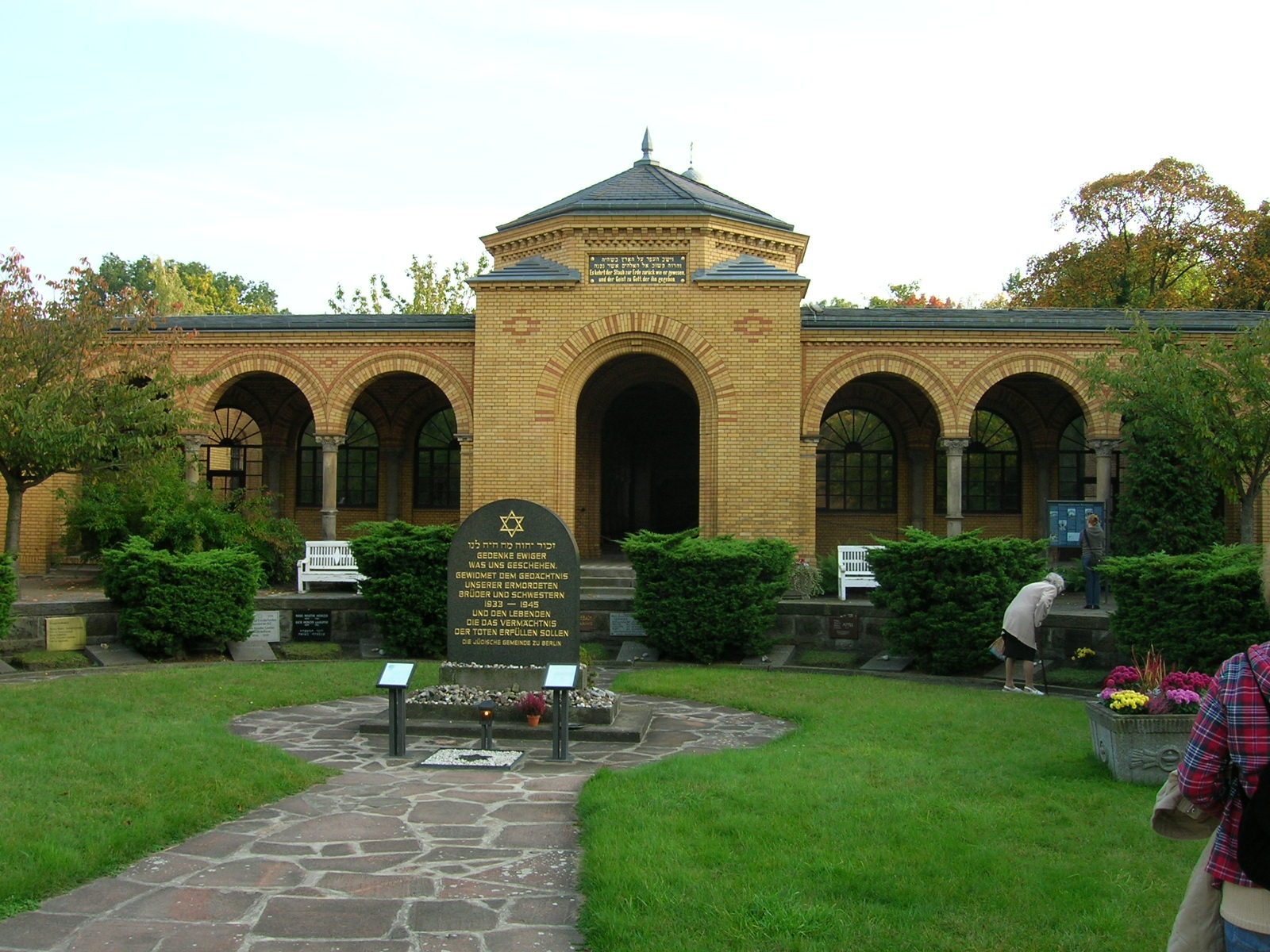
Weissensee Judiska begravningsplats
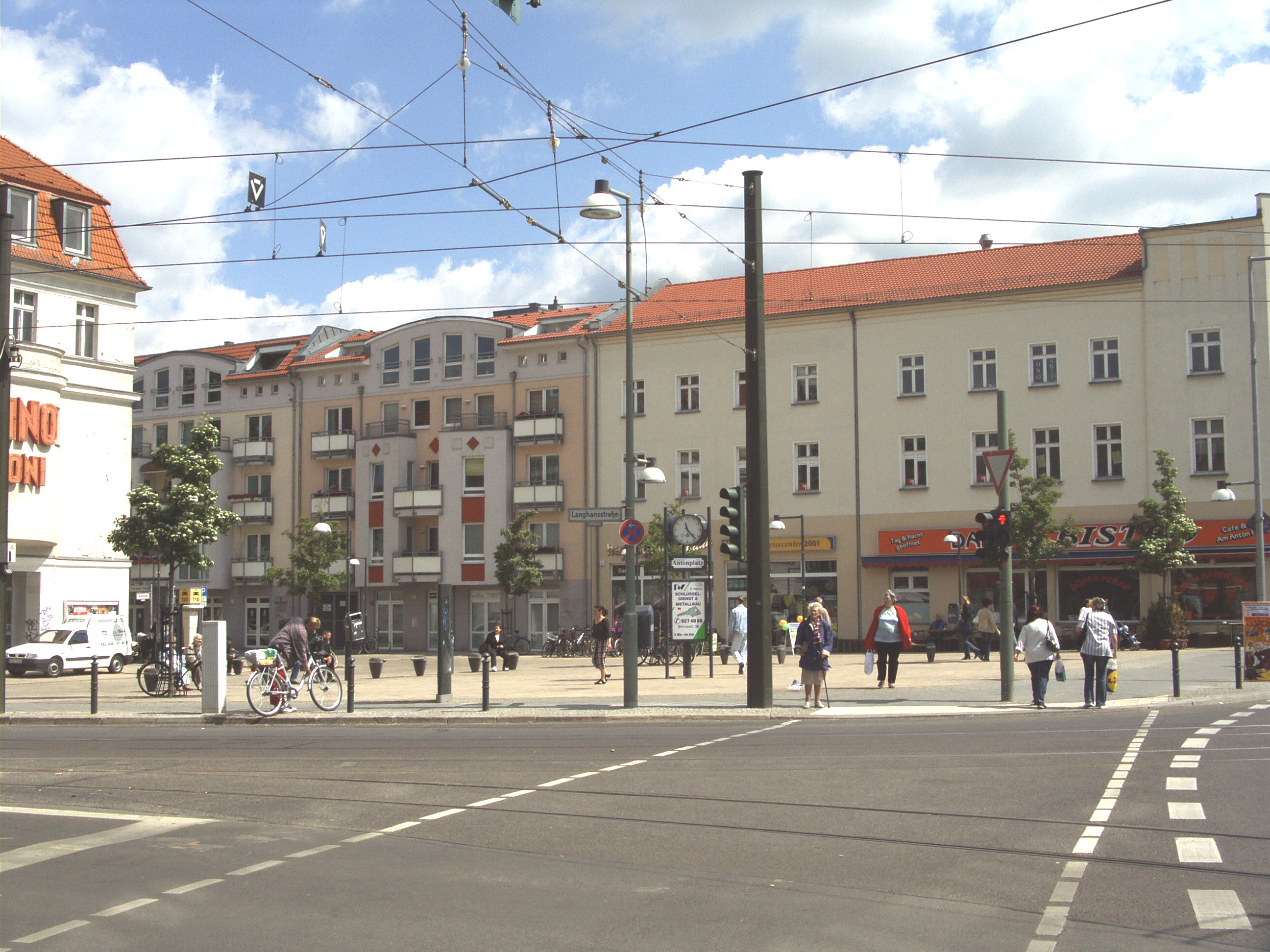
Antonplatz
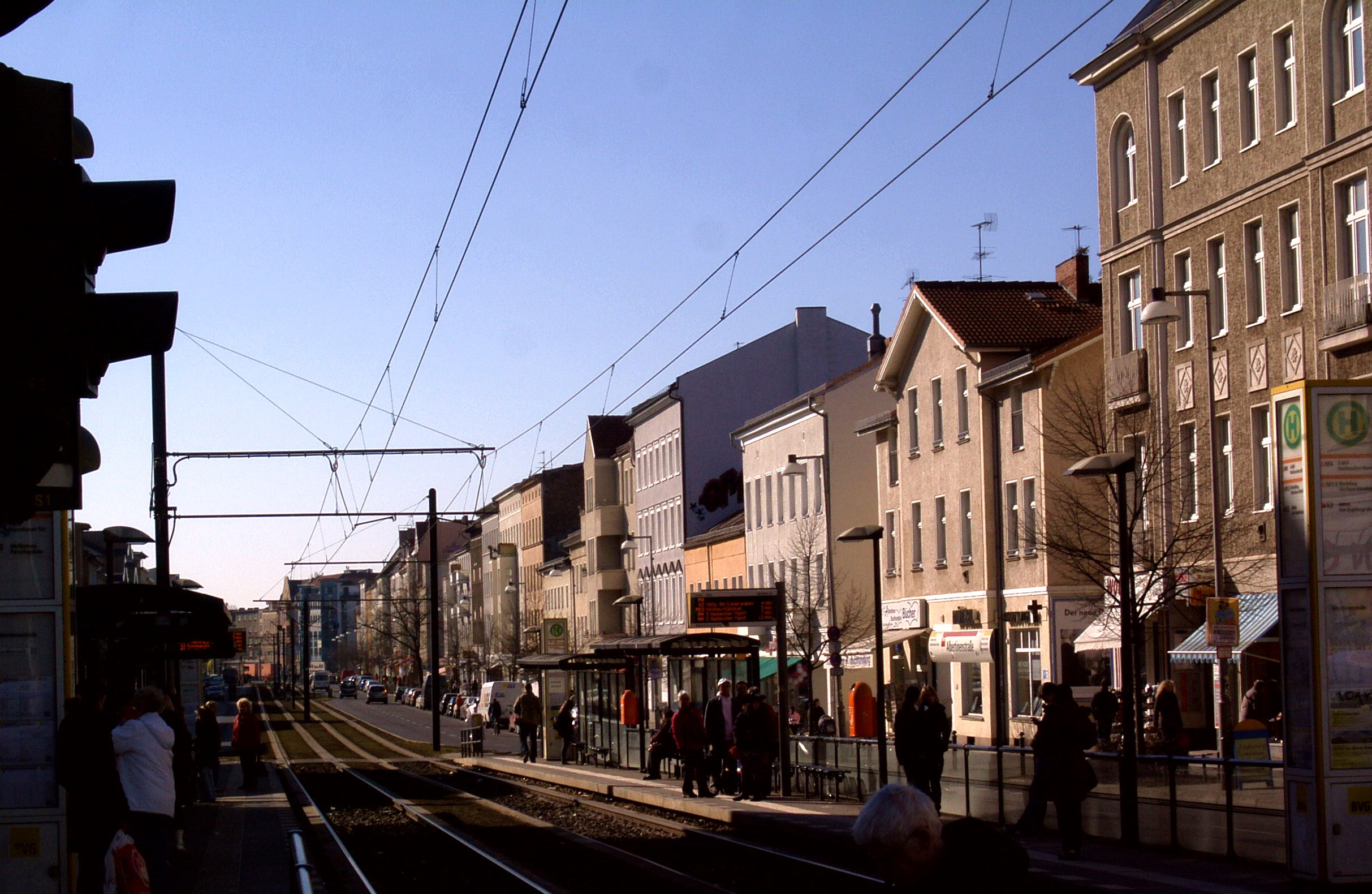
Berliner Allee
Pistoriusstraße
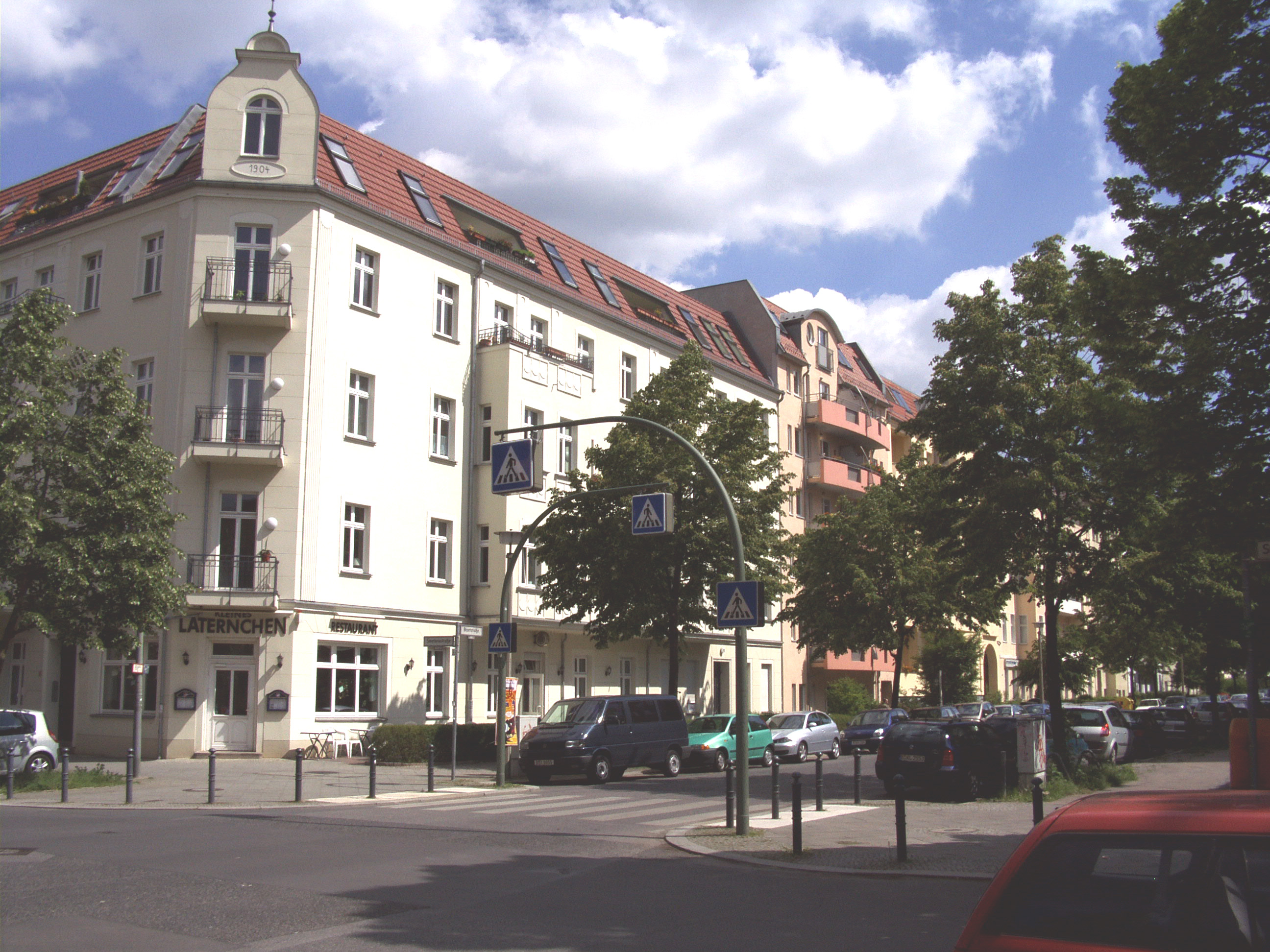
Komponistenviertel